# 인간이 읽을 수 있는 매체

인간이 읽을 수 있으며 기계가 읽을 수 있는 데이터를 모두 보여주고 있는 EAN-13 바코드 표현 ISBN.

인간이 읽을 수 있는 매체, 휴먼 리더블 미디엄(human-readable medium), 휴먼 리더블 포맷(human-readable format)은 사람 자연스럽게 읽을 수 있는 데이터나 정보의 인코딩이다.
컴퓨팅에서 인간이 읽을 수 있는 데이터는 이진 데이터가 아닌, 주로 ASCII나 유니코드 텍스트로 인코딩된다. 대부분의 문맥에서 인간이 읽을 수 있는 표현의 대안은 기계나 광학 장치, 컴퓨터에 의해 읽히도록 설계된 기계가 읽을 수 있는 데이터 포맷이나 매체이다. 이를테면 범용 상품 부호(UPC) 바코드들은 인간이 읽기에 매우 어렵지만 적절한 장비가 있으면 매우 효율적으로 신뢰할만한데 반해, 일반적으로 레이블이 수반되는 숫자 문자열들은 인간이 읽을 수 있는 형태의 바코드 정보이다. 어떠한 유형의 데이터 인코딩이라도 적절히 프로그래밍된 컴퓨터에 의해 구문 분석이 가능하므로 텍스트 인코딩 대신 이진 인코딩 사용을 결정하는 것은 보통 저장 공간을 아끼기 위해서 이루어진다. 이진 포맷으로 데이터를 인코딩하는 일에는 얼마 안 되는 저장 바이트만이 요구되며 포맷 구문 분석을 제거함으로써 접근(입출력) 효율성을 제고시킨다.
XML과 같이 표준화되고 매우 구조화된 마크업 언어가 등장하면서 데이터 저장 비용이 감소되고 데이터 통신 네트워크 비용이 값싸지며 인간 가독성과 기계 가독성 사이의 타협이 과거에 비해 더 일상화되었다. 이를 통해 인간이 읽기 더 쉬운 가벼운 마크업 언어와 현대의 구성 파일 포맷이 생겨나게 되었다. 게다가 이러한 구조화된 표현들은 전송과 보관을 위해 매우 효율적으로 압축될 수 있다.
인간이 읽을 수 있는 프로토콜들은 디버깅 비용을 상당히 감소시킨다.

## 같이 보기
- 컴퓨터 프로그래밍
- 기계가 읽을 수 있는 데이터
- 인간-컴퓨터 상호작용
- 인간공학
- 플레인 텍스트